# Bill Spencer jr.
Bill Spencer Jr. is een personage uit de Amerikaanse soapserie The Bold and the Beautiful (in Vlaanderen uitgezonden onder de titel Mooi en Meedogenloos). De rol wordt gespeeld door acteur Don Diamont sinds 2009.

## Personage
Bill Jr is de zoon van Bill Spencer Sr. en de halfbroer van de tweelingzussen Caroline Sr. en Karen. Hij is grootaandeelhouder van Spencer Publications dat hij met de hulp van Justin Barber tot een bloeiend bedrijf heeft gemaakt. 

### Huwelijk met Katie en vete met de Forresters
Bill heeft twee zoons Liam en Wyatt uit twee buitenechtelijke relaties. Wyatt, de oudste van de twee, kreeg hij met Quinn Fuller. Met zijn vrouw Katie Logan kreeg hij nog een zoon Will. Bill heeft Katie meerdere malen verraden door met haar zus Brooke naar bed te gaan. Hij trouwde in 2017 met Brooke, hetgeen kwaad bloed zette bij "kleermaker" Ridge Forrester. Katie reageerde hierop door met Ridges broer Thorne te trouwen en zich om te laten praten tot volledige voogdij over Will. Bill kreeg op een avond een waarschuwingsbezoek van de broers, maar was daar niet van onder de indruk; niet van Ridge die eiste dat hij Brooke met rust zou laten, en niet van Thorne die hem dreigde zijn zoon af te nemen. Er ontstond een vechtpartij waarbij Bill van het balkon naar beneden viel en in het ziekenhuis belandde. Hij overleefde het en Katie gaf hem een zoveelste herkansing die hij ditmaal wel optimaal leek te benutten. Toen hij op een avond Brooke troostte vanwege een ruzie met Ridge over de streken van zoon Thomas werden ze gefilmd als onderdeel van een door Quinn Fuller bedachte campagne om hartsvriendin Flo Fulton aan een droomhuwelijk met Ridge te helpen; Bill was slechts bijvangst en waar Ridge en Brooke weer bij elkaar kwamen was zijn huwelijk niet meer te redden. 

### Verraad van Justin
Bill raakte betrokken bij twee aanrijdingen; de eerste keer was Ridges dochter Steffy het slachtoffer. Steffy raakte daarna in een depressie waar ze weer uitkwam door de regelmatige bezoekjes van haar aanstaande echtgenoot dokter John 'Finn' Finnegan. Even leek er nog sprake van te zijn dat Liam Steffy zwanger zou hebben gemaakt, maar Finns assistent Vinny Walker bleek de uitslagen van de vaderschapstest te hebben verwisseld om een hereniging tussen jeugdvriend Thomas en Liams vrouw Hope Logan te forceren. Toevallig werd Vinny het tweede slachtoffer dat aangereden werd, en ditmaal met dodelijke afloop. Vader en zoon gingen allebei de gevangenis in; Bill omdat hij het lijk en diens bezittingen had verdonkeremaand en Liam omdat hij achter het stuur zat en een motief had. Ze kwamen uiteindelijk vrij, niet zozeer door Justin Barber alswel door Thomas die een filmpje op zijn mobiel had waaruit bleek dat Vinny's dood zelfmoord was. Justin voelde zich miskend voor zijn jarenlange inzet voor het bedrijf en was van plan om de beide Spencers weg te laten rotten in de cel terwijl hij de leiding over zou nemen. Bill was diep teleurgesteld door het verraad van Justin en ontsloeg hem op staande voet. Later zouden ze het weer bijleggen.

### Operatie Sheila
Ondertussen bleef Bill gevoelens hebben voor Brooke; hij verklaarde haar de liefde nadat ze dankzij een list van Thomas was gescheiden, maar ze wees hem af. Ook bij Katie, die veel optrok met Carter Walton, kreeg hij nul op het rekest. Bill raakte in een depressie en begon zijn zwaardketting weer te dragen wat niet veel goeds voorspelde. Op een dag in restaurant Il Gardino kwam hij Sheila Carter tegen; Sheila was ondanks haar status als aartsvijand nummer één teruggekeerd om een band op te bouwen met haar hervonden zoon Finn, wat ertoe leidde dat zij Finn en Steffy bijna had vermoord en haar eigen dood in scene zette om de politie te misleiden (ze zou zijn op een teen na met huid en haar zijn verslonden door een beer). Bill achtervolgde Sheila naar het strand, raakte met haar aan de praat waarna geheel onverwachts de vonk oversloeg. Sheila werd gearresteerd, maar Bill haalde haar eruit door een rechter om te kopen en Steffy te chanteren met de moordpoging van haar moeder Taylor Hayes waaraan hij schotwonden in zijn rug overhield. 
Bill liet Sheila bij hem intrekken en leek zich al zwijgende van zijn naasten te vervreemden. Uiteindelijk bleek hij samen met Ridge op een missie te zijn om Sheila de gevangenis in te laten draaien voor de vele moorden die ze in het verleden had gepleegd. Toen Sheila een dure ring kado kreeg als huwelijksaanzoek begon ze te vermoeden dat er iets niet klopte. Ze vluchtte naar haar geheime minnaar Deacon Sharpe, maar Bill en Ridge waren haar voor geweest door de ex-gedetineerde pizzabakker te chanteren en zodoende leek de operatie alsnog tot een geslaagd einde te komen. Bills maandenlange acteerprestaties werden echter niet beloond, want Sheila werd vrijgesproken; officieel wegens onrechtmatig verkregen bewijs, maar in werkelijkheid had Deacon de rechter omgekocht.

### Weerzien met Poppy
Op een dag kwam Bill in Il Giardino een oude bekende tegen; Penelope 'Poppy' Nozawa. Meer dan twintig jaar geleden had hij met deze vrijgevochten zus van dokter Li Finnegan (Finns adoptiemoeder) een fantastische nacht beleefd op een muziekfestival in San Francisco. Een jaar na dato werd beviel Poppy van dochter Luna, stagiaire bij Forrester Creations. Bij vervolgafspraakjes begon Bill zich te vragen of Luna zijn dochter was; een vaderschapstest bevestigde dat, en Bill vroeg de beide Nozawa's om bij hem te komen wonen. Niet veel later worden er in Il Giardino twee moorden gepleegd; Tom Starr, een dakloze rockmuzikant die het leven van Sheila heeft gered, en Deacons rechterhand Paul 'Hollis' Hollister worden omgebracht door een overdosis drugs. Poppy wordt gearresteerd nadat Toms rugzak in haar appartement is aangetroffen met daarin de bewuste drugs die ze zelf ook heeft gebruikt en een stapel geretourneerde brieven waarin Tom beweerde dat hij de vader van Luna was. Bill besloot het zekere voor het onzekere te nemen en een nieuwe test te doen, en ditmaal was de uitslag negatief. Desondanks bleef hij een steun en toeverlaat voor Luna nu haar moeder in de gevangenis zat, totdat Luna hem begon te zoenen en daarmee een glimp van haar ware gezicht toonde. Luna bleek al die tijd uit te zijn op een relatie met Bill in plaats van met de onvolwassen R.J. Forrester, en ging daarbij zover dat ze de vaderschapstest vervalste en haar bloedeigen moeder liet opdraaien voor de moord op Tom wiens brieven ze allang had gelezen.